# Babylon (film din 2022)
Babylon este un film dramă american din 2022, regizat și scris de Damien Chazelle. Din distribuție: Brad Pitt, Margot Robbie, Diego Calva, Jean Smart, Jovan Adepo și Li Jun Li.
La șase ani după triumful musicalului La La Land (șase premii Oscar), regizorul Damien Chazelle a revenit cu "Babylon", o peliculă extravagantă, un omagiu adus libertății nebunești de la începuturile industriei de film. În Hollywood-ul anilor 1920, perioadă care a stat sub semnul apariției filmului cu sonor, destinele a trei personaje se întrepătrund: Jack Conrad (Brad Pitt), un actor consacrat al filmului mut, a cărei carieră se clatină, Nellie LaRoy (Margot Robbie), o actriță la început de drum, propulsată în centrul atenției, și Manny Torres (Diego Calva), ajuns întâmplător în culisele producției cinematografice.
Pelicula a obținut un Glob de Aur pentru coloană sonoră, trei nominalizări la Oscar și patru la BAFTA.

## Distribuție
- Brad Pitt - Jack Conrad
- Margot Robbie - Nellie LaRoy
- Diego Calva - Manny Torres
- Jean Smart - Elinor St. John
- Jovan Adepo - Sidney Palmer
- Li Jun Li - Lady Fay Zhu
- P. J. Byrne - Max
- Lukas Haas - George Munn
- Olivia Hamilton - Ruth Adler
- Max Minghella - Irving Thalberg
- Rory Scovel - The Count
- Katherine Waterston - Estelle
- Tobey Maguire - James McKay
- Flea - Bob Levine
- Jeff Garlin - Don Wallach
- Eric Roberts - Robert Roy
- Ethan Suplee - Wilson
- Samara Weaving - Constance Moore
- Olivia Wilde - Ina Conrad
- Spike Jonze - Otto von Strassberger
- Chloe Fineman - Marion Davies
- Phoebe Tonkin - Jane Thornton
- Troy Metcalf - Orville Pickwick
- Jennifer Grant - Mildred Yates
- Patrick Fugit - Officer Elwood
- Pat Skipper - William Randolph Hearst
- Kaia Gerber - Starlet
- Cyrus Hobbi - Footballer
- Karen Bethzabe - Silvia Torres
- Sarah Ramos - Harriet Rothschild

## Premii și nominalizări
Premiile Globul de Aur, ediția 80, 10 ianuarie 2023
- Premiul Globul de Aur pentru cea mai bună coloană sonoră

Premiile Oscar, ediția 95, 12 martie 2023
- Nominalizare la categoria "Premiul Oscar pentru cea mai bună scenografie"
- Nominalizare la categoria "Premiul Oscar pentru cele mai bune costume"
- Nominalizare la categoria "Premiul Oscar pentru cea mai bună coloană sonoră"

Premiile BAFTA 2023
- Nominalizare la categoria "Premiul BAFTA pentru cel mai bun film (comedie/muzical)"
- Nominalizare la categoria "Premiul BAFTA pentru cel mai bun actor (comedie/muzical)" - pentru Diego Calva
- Nominalizare la categoria "Premiul BAFTA pentru cea mai bună actriță (comedie/muzical)" - pentru Margot Robbie
- Nominalizare la categoria "Premiul BAFTA pentru cel mai bun actor în rol secundar" - pentru Brad Pitt